# Holk

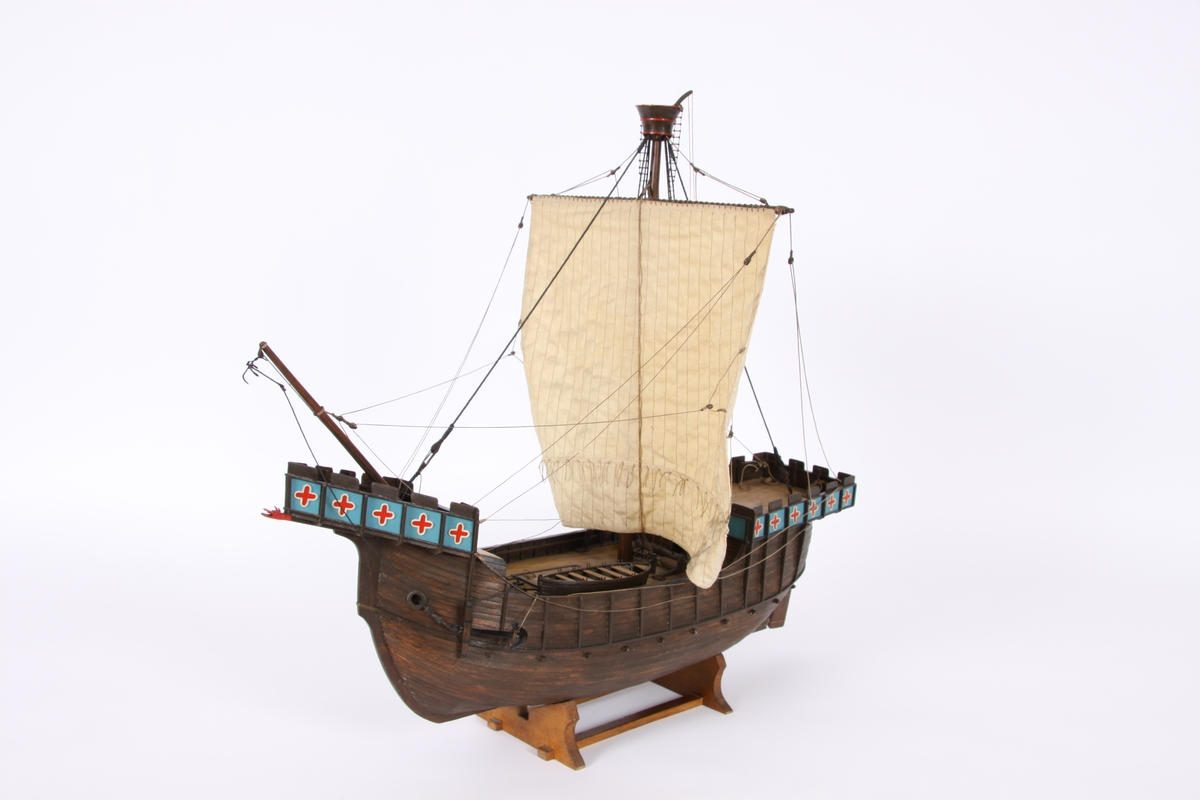
Model gdańskiego holka z ok. 1400 r. (Narodowe Muzeum Morskie w Gdańsku)

Holk, hulk – rodzaj dużego średniowiecznego żaglowca północnoeuropejskiego z ok. XV-XVI w. Używano go do celów handlowych na Morzu Północnym i Bałtyku, początkowo obok mniejszej kogi, z której się wywodził. 
Nazwą tą określano początkowo duże kogi, jedno- i trójmasztowe. Następnie, pod wpływem południowoeuropejskiej karaki żaglowiec przyjął formę odrębną. Posiadał przedni i tylny kasztel (tylny w formie długiej nadbudówki), poszycie klepkowe łączone na zakładkę i ster zawiasowy. Poszycie wzmacniane było pionowymi zewnętrznymi belkami. Trójmasztowe holki zwykle posiadały dwa maszty z ożaglowaniem rejowym i ostatni maszt z ożaglowaniem łacińskim. Pod tym względem podobne były kogom, a różniły się od karak, także noszących marsle. Inne różnice polegały na ściętej rufie i dużej, prostokątnej nadbudówce rufowej.
W drugiej połowie XV wieku budowano holki większe, o nośności nawet 800 ton, co oznacza, że wzorem okrętów południowoeuropejskich musiały  mieć one poszycie karawelowe (poszycie klinkierowe ma zbyt małą wytrzymałość w konstrukcji tak dużych jednostek). Statki te wykorzystywano także do działań wojennych, uzbrajając w kilkanaście dział umieszczanych na śródokręciu i kasztelach. W XVI wieku wyparte zostały przez galeony.
Ze względu na fakt, że handel bałtycki zdominowany był w owym czasie przez miasta hanzeatyckie, w których posługiwano się głównie dialektami dolnoniemieckimi, żaglowiec ten najczęściej znany był w Polsce pod jego dolnoniemiecką nazwą hulk (nie mylić z hulkiem jako statkiem wycofanym z eksploatacji).